# العلاقات الوسط إفريقية الروسية
العلاقات الوسط أفريقية الروسية هي العلاقات الثنائية التي تجمع بين جمهورية أفريقيا الوسطى وروسيا.

## مقارنة بين البلدين
هذه مقارنة عامة ومرجعية للدولتين:
| وجه المقارنة                                              | جمهورية أفريقيا الوسطى      | روسيا                                   |
| --------------------------------------------------------- | --------------------------- | --------------------------------------- |
| المساحة (كم2)                                             | 622.98 ألف                  | 17.08 مليون                             |
| عدد السكان (نسمة)                                         | 4.66 مليون                  | 146.80 مليون                            |
| الكثافة السكانية (ن./كم²)                                 | 7.48                        | 8.59                                    |
| العاصمة                                                   | بانغي                       | موسكو                                   |
| اللغة الرسمية                                             | لغة فرنسية، اللغة السانغوية | اللغة الروسية                           |
| العملة                                                    | فرنك وسط أفريقي             | روبل روسي                               |
| الناتج المحلي الإجمالي (بليون دولار)                      | 1.95 مليار                  | 1.58 تريليون                            |
| الناتج المحلي الإجمالي (تعادل القوة الشرائية) بليون دولار | 3.03 مليار                  | 3.69 تريليون                            |
| الناتج المحلي الإجمالي الاسمي للفرد دولار أمريكي          | 323                         | 9.09 ألف                                |
| الناتج المحلي الإجمالي للفرد دولار أمريكي                 | 594                         |                                         |
| مؤشر التنمية البشرية                                      | 0.350                       | 0.798                                   |
| رمز المكالمات الدولي                                      | +236                        | +7                                      |
| رمز الإنترنت                                              | .cf                         | .ru، .рф، .рус ‏، .su                    |
| المنطقة الزمنية                                           | ت ع م+01:00                 | Magadan Time ‏، ت ع م+02:00، ت ع م+12:00 |

## منظمات دولية مشتركة
يشترك البلدان في عضوية مجموعة من المنظمات الدولية، منها:
| علم المنظمة | اسم المنظمة                        | تاريخ انضمام جمهورية أفريقيا الوسطى | تاريخ انضمام روسيا |
| ----------- | ---------------------------------- | ----------------------------------- | ------------------ |
|             | مؤسسة التنمية الدولية              | 27 أغسطس 1963                       | 16 يونيو 1992      |
|             | يونسكو                             | 11 نوفمبر 1960                      | 21 أبريل 1954      |
|             | مؤسسة التمويل الدولية              | 1 أبريل 1991                        | 12 أبريل 1993      |
|             | منظمة حظر الأسلحة الكيميائية       | ?                                   | ?                  |
|             | الأمم المتحدة                      | 20 سبتمبر 1960                      | 24 أكتوبر 1945     |
|             | الاتحاد الدولي للاتصالات           | 2 ديسمبر 1960                       | 1866               |
|             | منظمة الشرطة الجنائية الدولية      | ?                                   | 27 سبتمبر 1990     |
|             | البنك الدولي للإنشاء والتعمير      | 10 يوليو 1963                       | 16 يونيو 1992      |
|             | الاتحاد البريدي العالمي            | ?                                   | ?                  |
|             | وكالة ضمان الاستثمار متعدد الأطراف | 8 سبتمبر 2000                       | 29 ديسمبر 1992     |
|             | منظمة التجارة العالمية             | ?                                   | 22 أغسطس 2012      |
|             | الفريق المعني برصد الأرض           | ?                                   | ?                  |

## وصلات خارجية
- موقع وزارة الخارجية الروسية